# Hanna Mäntylä
Pour les articles homonymes, voir Mäntylä (homonymie).
Hanna Mäntylä, née le 19 septembre 1974 à Lahti, est une femme politique finlandaise, membre du parti Vrais Finlandais.  Elle est ministre des Affaires sociales et de la Santé de Finlande du 29 mai 2015 au 25 août 2016.